# Yukarıhanbeyi, Tekman
Yukarıhanbeyi là một xã thuộc huyện Tekman, tỉnh Erzurum, Thổ Nhĩ Kỳ. Dân số thời điểm năm 2011 là 186 người.